# Jag vill leva i Europa
Jag vill leva i Europa är en sång på svenska från 1982, skriven av Jan Hammarlund och inspelad på albumet Järnvägsräls.
Arja Saijonmaa spelade in en cover på låten 1987 på albumet Högt över havet och hennes inspelning låg på Svensktoppen i 14 veckor under perioden 17 maj-1 november 1987, med en andraplats som bästa resultat. 1987 spelades den även in av Jan Hammarlund på franska, som "Je veux vivre en Europe".
Kenneth Lindholm tolkade också låten 1987.
Euskefeurat har spelat in en version av låten med annan text, i deras version kallad "Jag vill städa i Europa".

## Tema
Sångtexten handlar om fyra svenska turister som åker bil i olika stater i Europa. Budskapet i sångtexten är drömmen om fred.

### Version 1

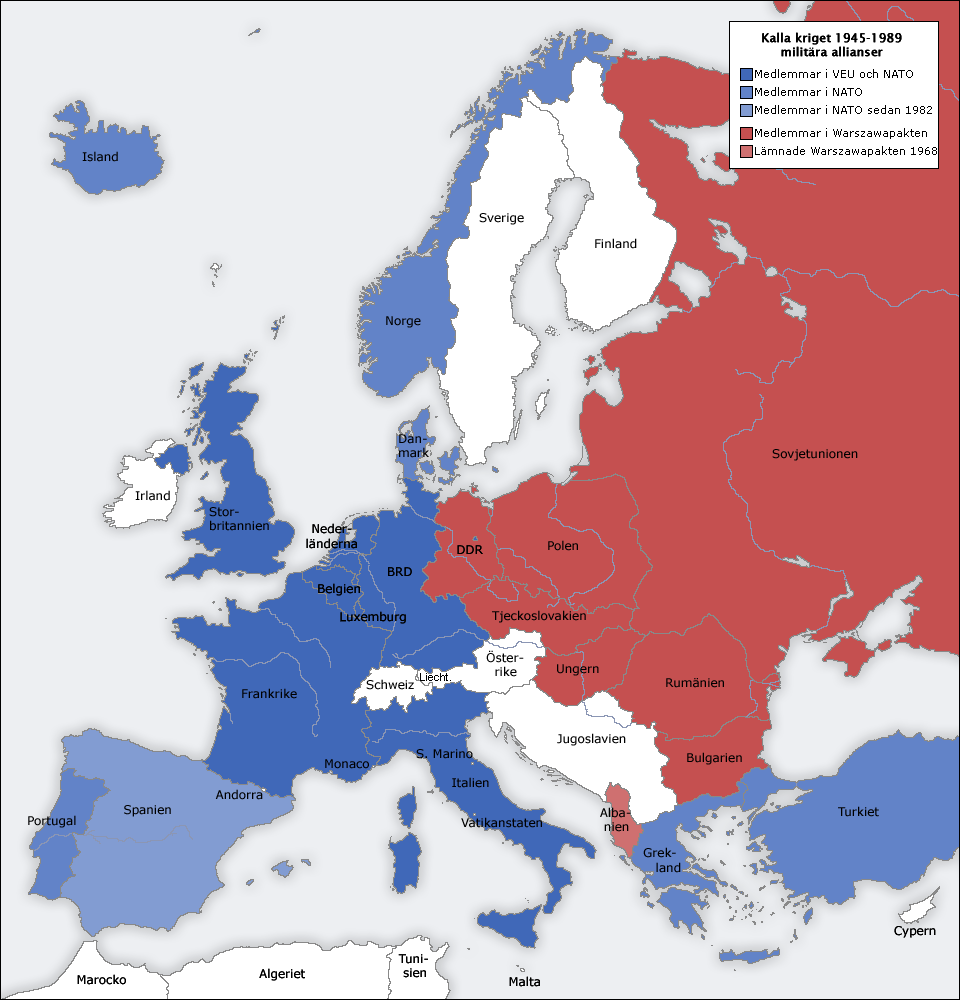
Originalversionen från 1982 präglas av det kalla kriget.

Då originalversionen kom 1982 levde världen "i skuggan" av det Kalla kriget. Kärnvapenhotet var huvudtemat i sångtexten.

### Version 2
1991 ändrades texten något i samband med Hammarlunds inspelning av en samlingsskiva för att bättre passa in i det samtida Europa, som just sett kommunistpartierna förlora sin maktställning i flera stater. Vid denna tid präglades många delar av Europa av splittring och inbördeskrig mellan olika etniska folkgrupper och anhängare av olika religioner. Flyktingar blev nu huvudtemat i sångtexten.